# Saint-Félix-de-l'Héras
Saint-Félix-de-l'Héras é uma comuna francesa na região administrativa de Occitânia, no departamento de Hérault. Estende-se por uma área de 12,92 km². Em 2010 a comuna tinha 36 habitantes (densidade: 2,8 hab./km²).